# Grote of Sint-Catharijnekerk
De Grote of Sint-Catharijnekerk is de hoofdkerk van de vestingstad Brielle, in de Nederlandse provincie Zuid-Holland. De Sint-Catharijnekerk wordt gebruikt door de protestantse gemeente Sint-Catharijne.

## Geschiedenis
De kerk was in opzet het grootste kerkgebouw van Holland, maar is nooit voltooid. De bouw begon in 1417. In 1456 was er een grote brand en in 1482 raakte het geld op en werd de bouw gestaakt. Alleen het driebeukige schip van de kruisbasiliek en de ingebouwde toren waren toen voltooid. Het kerkgebouw vertegenwoordigt de Brabantse gotiek. Het werk werd mogelijk uitgevoerd naar ontwerp van Everaert Spoorwater.
In 1572 werden de beelden en altaren door de watergeuzen geroofd of vernield. In het kader van de Reformatie werd de kerk aan de rooms-katholieke eredienst onttrokken en beschikbaar gesteld aan de protestantse eredienst.
In de kerk trouwde Willem van Oranje op 12 juni 1575 met zijn derde echtgenote Charlotte van Bourbon. De trouwdienst werd geleid door de predikant Jean Taffin. Hij was een voorloper van de 17e-eeuwse Nadere Reformatie. Een gebrandschilderd raam, het zogenaamde Oranjeraam, herinnert aan dit huwelijk. De drie andere gebrandschilderde ramen in de kerk zijn het Coppelstockraam, het Angelus Merularaam en het Rochus Meeuwiszoonraam.

## Toren
De stompe toren is 57 m hoog. De klokkenzolder heeft vijf grote luidklokken, waarvan de Cathrien, gegoten door Butendic, uit 1482 de grootste is. De Cathrien weegt 4750 kg. In totaal hangen er 53 klokken in de toren, 49 carillonklokken en vijf luidklokken. Eén klok, te weten de Concordia, heeft een dubbelfunctie. Deze kan geluid worden maar wordt ook gebruikt als carillonklok. Van 1759 tot 1850 was de toren van de kerk in gebruik als vuurtoren. In 1759 werd er een lantaarn op de toren gebouwd, waarin een kolenvuur werd gestookt. In 1833 kwam er een petroleumlamp met paraboolspiegels. Het licht werd definitief gedoofd in 1850. De achthoekige stenen lantaarn werd in 1895 van de toren verwijderd.
De toren kan worden beklommen via 318 traptreden.

## Beiaard

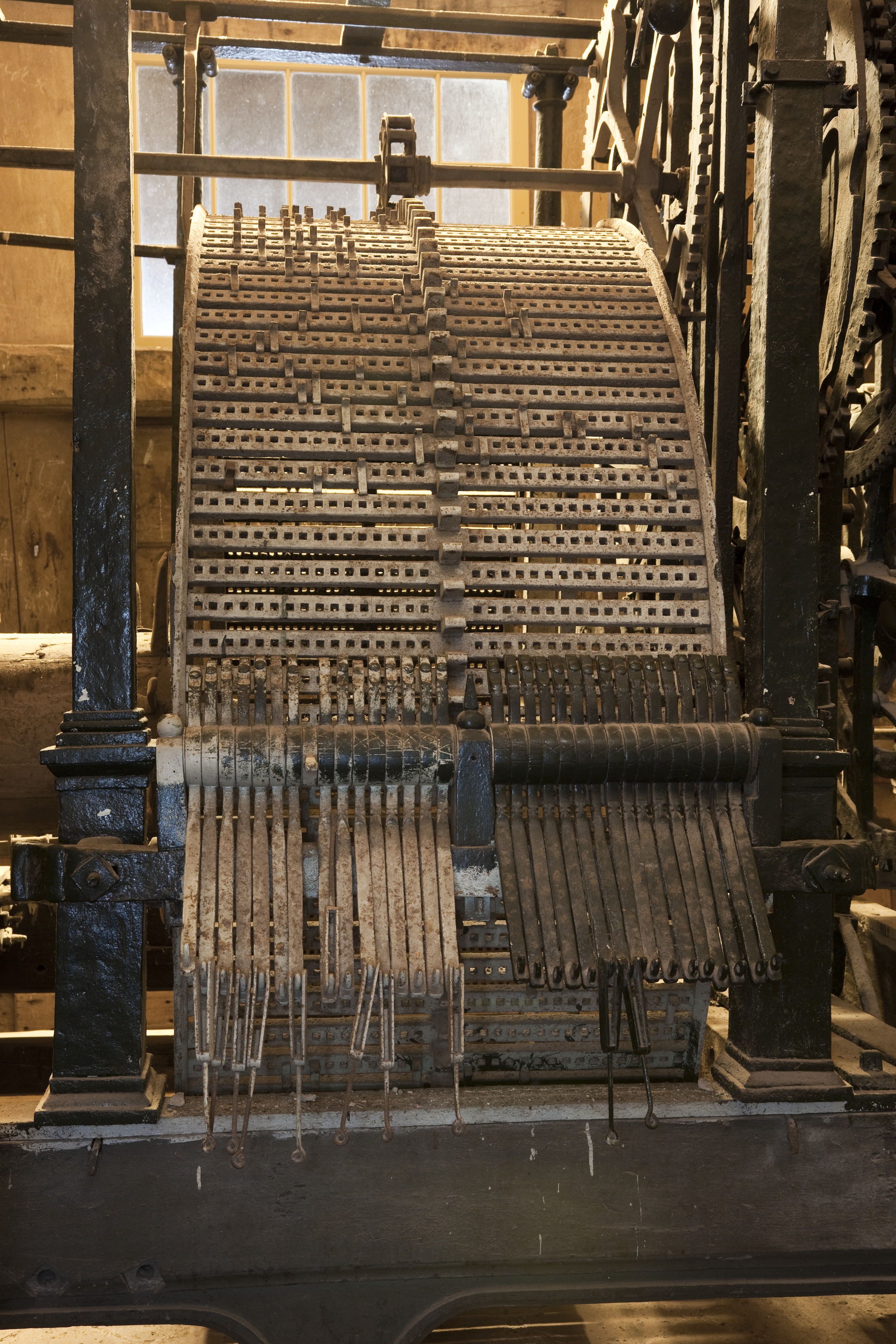
Voorzijde van de 16e-eeuwse speeltrommel met het afgekoppelde lichterbed voor de trommel.

Rond 1600 was er sprake van een klokkenspel in de toren. De klokken werden opgesteld in de galmgaten boven de kerk aan de oostzijde van de toren. François Hemony uit Amsterdam verving deze klokken in 1660 door beter gestemde exemplaren. Hemony was er in 1642 samen met jonkheer Jacob van Eyck achtergekomen hoe hij een klok inclusief de boventonen perfect kon stemmen. De klokken werden daarvoor iets te dik gegoten met een stemreserve en op een draaibank uitgedraaid.
Tijdens de Tweede Wereldoorlog werden de klokken door de Duitsers op transport gezet naar Hamburg. Daar zouden de klokken worden omgesmolten voor oorlogstuig. Het schip "Op Hoop", dat het transport uitvoerde, zonk echter op het IJsselmeer bij Urk. Nooit is duidelijk geworden of het om een ongeluk dan wel om een sabotagedaad van de schipper ging. Na de oorlog werd het schip gelicht en kwam het carillon terug in Brielle.
In 1970 werd de beiaard verzwaard door een octaaf bassen onder de bestaande Hemonyklokken te laten gieten door Klokkengieterij Eijsbouts uit Asten, die in 2010 nog twee klokken toevoegde. De nog aanwezige 16e-eeuwse speeltrommel kwam bij de restauratie niet meer in gebruik. Thans zijn er 49 klokken in oude Middentoonstemming; dat is een stemming die Hemony gebruikte voor zijn instrumenten.

## Interieur
In de kerk bevindt zich een praalgraf ter nagedachtenis aan admiraal Philips van Almonde. Preekstoel en doophek werden in 1777 ontworpen door Johan van Westenhout.
In de vloer bevinden zich ongeveer 300 grafzerken. Enkele namen:
- Hans Onversaecht (watergeus)
- Petrus Magerus (predikant overleden 1653)
- Willem Ross (koster overleden 1829)
- Pieter van den Bergh (burgemeester overleden 1661)
- Theodorus Beels (burgemeester overleden 1775)
- Willem Adryaens van Goutswaert (burgemeester overleden 1640)
- Arent Pietersz. Stuer (burgemeester)

### Orgel
Het W.H. Kam-orgel uit 1854 bevat nog steeds 16e- en 17e-eeuws pijpwerk, afkomstig van het vorige orgel. Het werd van 1988 tot 1989 door Pels & Van Leeuwen gerestaureerd en uitgebreid met een zelfstandig pedaal. Regelmatig worden in de kerk orgelconcerten gegeven. Hieronder volgt de dispositie:
| Hoofdwerk C-f’’’ |     |
| Bourdon          | 16' |
| Prestant         | 8'  |
| Roerfluit        | 8'  |
| Octaaf           | 4'  |
| Roerfluit        | 4'  |
| Quint            | 3'  |
| Octaaf           | 2'  |
| Cornet V         |     |
| Mixtuur III-IV   |     |
| Trompet          | 8'  |

| Bovenwerk C-f’’’ |    |
| Holpijp          | 8' |
| Baardpijp        | 8' |
| Viola di Gamba   | 8' |
| Prestant         | 4' |
| Open Fluit       | 4' |
| Gemshoorn        | 2' |
| Eoline           | 8' |
| Tremulant        |    |

| Pedaal C-d’ |     |
| Subbas      | 16' |
| Octaaf      | 8'  |
| Bazuin      | 16' |
| Trompet     | 8'  |

| Koppelingen |
| HW+BW       |
| Ped+HW      |
| Ped+BW      |

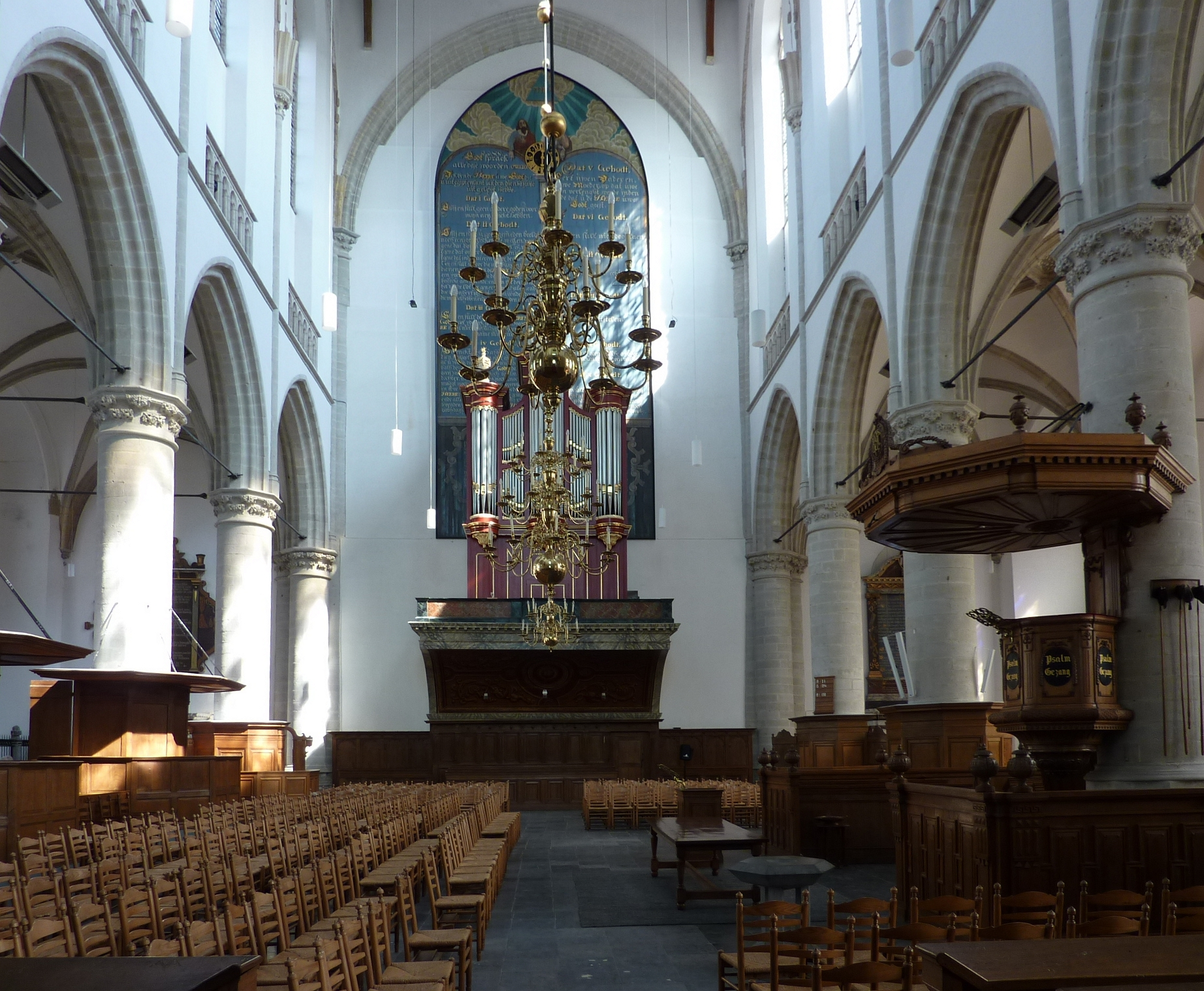
Preekstoel en orgel
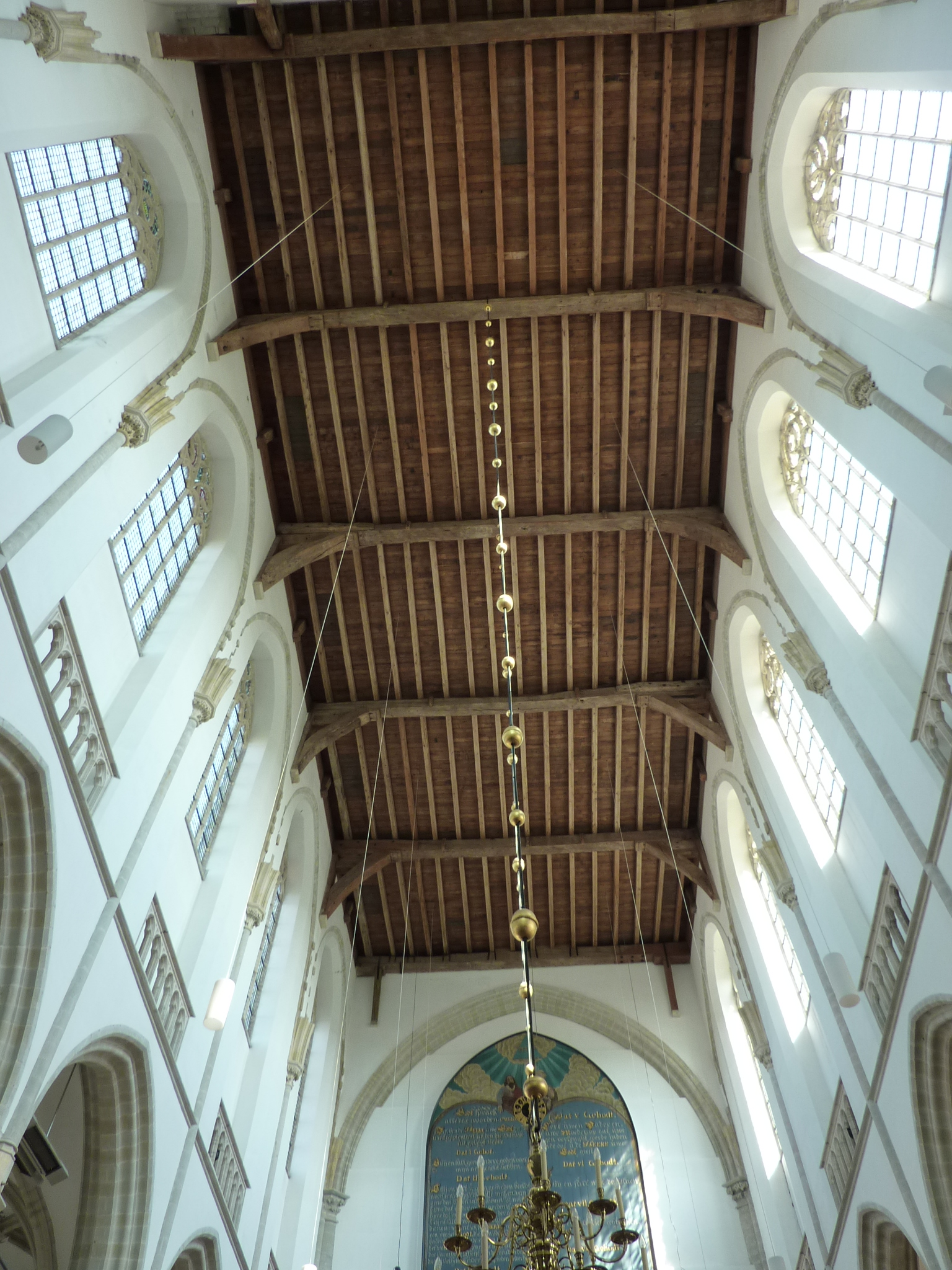
Plafond
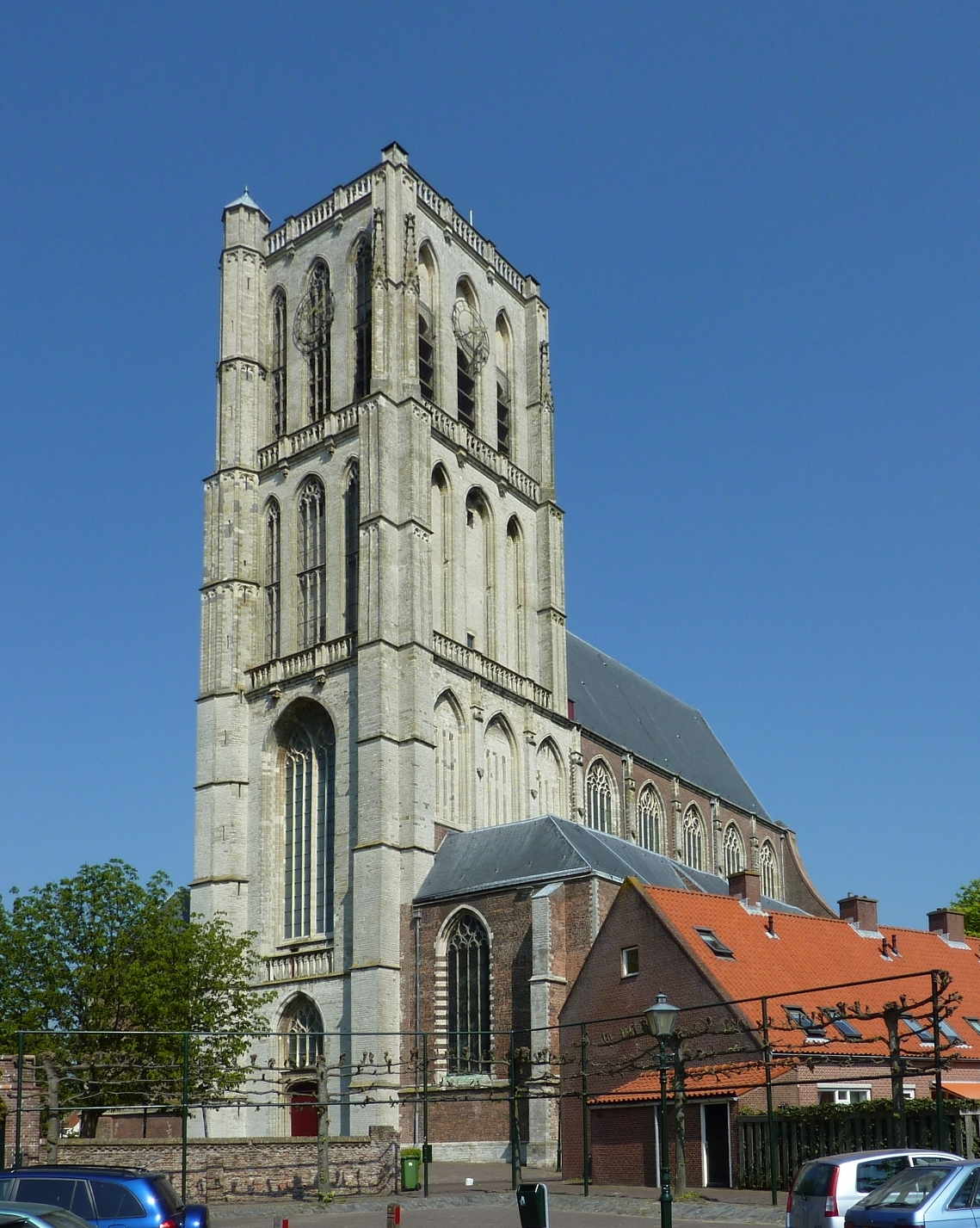
Toren
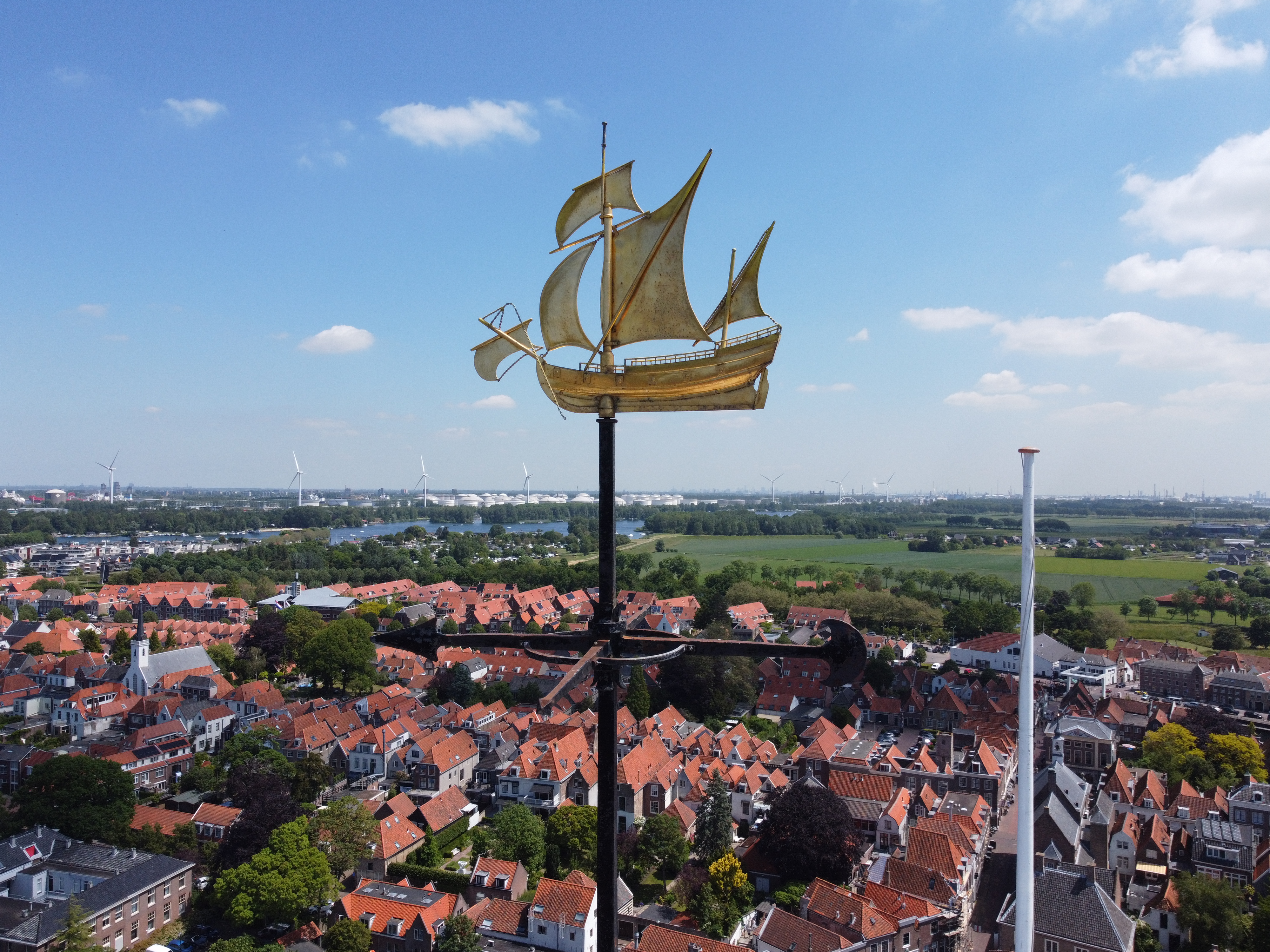
Windwijzer